# آناباسیس اسکندر

Alexandri anabasis, 1575

آناباسیس اسکندر (به یونانی: Ἀλεξάνδρου ἀνάβασις) نام کتابی است از آریان، مورخ یونانی، که درباره لشکرکشی‌های اسکندر مقدونی نوشته شده‌است و مهم‌ترین منبع تاریخی در مورد اسکندر به شمار می‌رود. واژه یونانی آناباسیس به معنی لشکرکشی از قسمت‌های ساحلی کشوری به قسمت‌های درونی کشور است.